# Jos Stelling
Jos Stelling (Utrecht, 16 luglio 1945) è un regista e sceneggiatore olandese.
Ha diretto 14 film tra i quali Il giardino delle illusioni (1984), Lo scambista (1986) e L'olandese volante (1995), vincendo numerosi premi. È stato l'ideatore ed il fondatore nel 1981 del Film Festival dei Paesi Bassi che ha diretto fino al 1991.
Stelling possiede due cinema d'essai a Utrecht: lo Springhaver (dal 1978) e il Louis Hartlooper Complex (dal 2004).

## Filmografia

### Lungometraggi
- Marika degli inferni (Mariken van Nieumeghen) (1974)
- Elckerlyc (1975)
- Rembrandt fecit 1669 (1977)
- De Pretenders (1981)
- Il giardino delle illusioni (De illusionist) (1984)
- Lo scambista(De wisselwachter) (1986)
- L'olandese volante (De Vliegende Hollander) (1995)
- No Trains No Planes (1999)
- Duska (2007)
- Het meisje en de dood (2012)

### Cortometraggi
- De wachtkamer (1996)
- The Gas Station (2000)
- The Gallery (2003)
- Het bezoek (2010)

## Premi e riconoscimenti
- 1975 - Festival di Cannes, nomination alla Palma d'oro per Marika degli inferni
- 1978 - Chicago International Film Festival, nomination al Gold Hugo per il miglior film per Rembrandt fecit 1669
- 1981 - Festival cinematografico internazionale di Mosca, nomination al Gran Premio per De Pretenders
- 1984 - Film Festival dei Paesi Bassi, Gouden Kalf per il miglior film per Il giardino delle illusioni
- 1984 - Film Festival dei Paesi Bassi, Premio della critica dei Paesi Bassi per Il giardino delle illusioni
- 1985 - São Paulo International Film Festival, Premio del pubblico per il miglior film per Il giardino delle illusioni
- 1986 - Mostra del cinema di Venezia, menzione speciale per Lo scambista
- 1986 - São Paulo International Film Festival, Premio del pubblico per il miglior film per Lo scambista
- 1986 - Film Festival dei Paesi Bassi, Premio speciale della giuria per Lo scambista
- 1986 - Film Festival dei Paesi Bassi, Premio città di Utrecht
- 1987 - Festival internazionale del cinema fantastico di Bruxelles, Corvo d'argento per Lo scambista
- 1988 - Festival internazionale del cinema di Porto, Premio speciale della giuria e nomination per il miglior film per Lo scambista
- 1990 - Film Festival dei Paesi Bassi, Gouden Kalf alla cultura
- 1995 - Mostra del cinema di Venezia, nomination al Leone d'oro al miglior film per L'olandese volante
- 1996 - Festival internazionale del cinema di Porto, nomination per il miglior film per L'olandese volante
- 1996 - Film Festival dei Paesi Bassi, Gouden Kalf per il miglior cortometraggio per De wachtkamer
- 1997 - Festival del cinema di San Pietroburgo, Grifone d'oro per il miglior film per De wachtkamer
- 1999 - Film Festival dei Paesi Bassi, nomination al Gouden Kalf per la miglior scenografia per No Trains No Planes
- 2001 - Mediawave International Film Festival (Ungheria), Gran Prize per The Gas Station
- 2001 - Mediawave International Film Festival (Ungheria), Premio speciale della giuria per il miglior film per De wachtkamer
- 2003 - Film Festival dei Paesi Bassi, nomination al Gouden Kalf per il miglior cortometraggio per The Gallery
- 2012 - Film Festival dei Paesi Bassi, Gouden Kalf per la miglior regia per Het meisje en de dood
- 2013 - Milano Film Festival, nomination per il miglior film e nomination per la miglior regia per Het meisje en de dood
- 2013 - Yerevan International Film Festival, premio alla carriera
- 2013 - Sofia International Film Festival, nomination al Gran Premio per Het meisje en de dood
- 2015 - Shortcutz Amsterdam, Premio alla carriera